# إلين روزفال فون هالويل
إلين روزفال فون هالويل (بالسويدية: Ellen Roosval von Hallwyl) (1867-1952) رسّامة ونحاتة وملحنة سويدية.
كانت ابنة الكونت فالتر والكونتيسة ويلهيلمينا فون هالويل. كانت طالبة في مدرسة ولنسكا سكللن. تزوجت من هنريك دي ماري، موظف البلاط والدبلوماسي، في عام 1887 وأصبحت والدة رولف دي ماري، مؤلف Ballets suédois. بعد فضيحة طلاق في عام 1906، تزوجت من المؤرخ الفني جوني روزفال. كان روزفال مدرس أبنها الصغير، مما تسبب في فضيحة في السويد.
خلال العشرينات من القرن العشرين، عرضت تماثيلها في مسرح الشانزليزيه.